# Leonardo Sierra
Leonardo Sierra Sepúlveda (Santa Cruz de Mora, 10 ottobre 1968) è un ex ciclista su strada venezuelano.
Professionista dal 1989 al 1996, si distinse vincendo in Italia Giro del Trentino, Giro del Friuli, Gran Premio Industria e Commercio di Prato e una tappa al Giro d'Italia 1990. Vinse anche la Vuelta al Táchira (1993) e fu tre volte Campione nazionale in linea, dal 1991 al 1993.

## Palmarès
- 1988 (dilettanti)

Tour de Guadeloupe
- 1990 (Selle Italia, tre vittorie)

Classifica generale Giro del Friuli
17ª tappa Giro d'Italia (Moena > Aprica)
4ª tappa Giro di Puglia (Marina di Ginosa > Putignano)
- 1991 (Selle Italia, sette vittorie)

Campionati venezuelani, Prova in linea
3ª tappa Giro del Trentino (Bocenago > Andalo)
Classifica generale Giro del Trentino
4ª tappa Vuelta al Táchira
7ª tappa Vuelta al Táchira
9ª tappa Vuelta al Táchira
11ª tappa Vuelta al Táchira
- 1992 (ZG Mobili, due vittorie)

Campionati venezuelani, Prova in linea
Gran Premio Industria e Commercio di Prato
- 1993 (ZG Mobili, otto vittorie)

Campionati venezuelani, Prova in linea
Gran Premio Pony Malta
2ª tappa Vuelta al Táchira
4ª tappa Vuelta al Táchira
5ª tappa Vuelta al Táchira
7ª tappa Vuelta al Táchira
Classifica generale Vuelta al Táchira
Prologo GP Café de Colombia

## Piazzamenti

### Grandi giri
- Giro d'Italia

1990: 10º
1991: 7º
1993: 39º
1994: 63º
- Tour de France

1993: 34º
1995: 50º

### Classiche monumento
- Milano-Sanremo

1993: 66º
- Liegi-Bastogne-Liegi

1993: 23º
- Giro di Lombardia

1990: 7º
1991: 55º

### Competizioni mondiali
- Campionati del mondo

Chambéry 1989 - In linea: ritirato
Utsunomiya 1990 - In linea: ritirato
Stoccarda 1991 - In linea: 26º
Benidorm 1992 - In linea: ritirato
Oslo 1993 - In linea: ritirato
Duitama 1995 - In linea: ritirato
- Giochi olimpici

Seoul 1988 - In linea: ritirato